# Zona Franca-Port
La Zona Franca-Port és una àrea administrativa del districte de Sants-Montjuïc de Barcelona, que inclou el barri de la Marina del Prat Vermell, el polígon industrial de la Zona Franca i una part del Port de Barcelona.